# فالنتين بيراليس
فالنتين بيراليس (بالإسبانية: Valentín Perales)‏ هو لاعب كرة قدم أرجنتيني في مركز الدفاع، ولد في 2 أغسطس 1995 في كيبوليتي في الأرجنتين. لعب مع Club Cipolletti ‏.

## وصلات خارجية
- فالنتين بيراليس على موقع قاعدة بيانات كرة القدم.إي يو (الإنجليزية)
- فالنتين بيراليس على موقع Soccerway.com (الإنجليزية)